# یاوورکی (استان لهستان کوچک‌تر)
یاوورکی (به لاتین: Jaworki) یک روستا در لهستان است که در گمینا شچاونگتسا واقع شده‌است.